# 库布拉基农村居民点
库布拉基农村居民点（俄语：Кубраковское сельское поселение）是俄罗斯联邦别尔哥罗德州韦伊杰列夫卡区所属的一个农村居民点。其下辖有6个居民点，行政中心为库布拉基。据2016年统计，该农村居民点的人口为1085人。